# Antal Amadé de Várkonyi
Antal Amadé de Várkonyi (Vorname auch kroatisiert: Antun; * 25. November 1760 in Bős, heutiges Gabčíkovo; † 1. Januar 1835 in Marcaltő) war ein ungarischer Graf und Präfekt von Zagreb in Kroatien.

## Leben und Karriere
Antal Amadé de Várkonyi gründete 1797 das erste öffentliche Theater in Zagreb, das nach ihm den Namen Amadeos Theater erhielt. In dem Gebäude befindet sich heute das kroatische Naturkundemuseum sowie seit 2000 die Amadeo – Theater- und Musikgesellschaft.
Verheiratet war er mit Anna Gräfin Esterházy. Durch die 1811 geschlossene Ehe ihrer 1795 geborenen gemeinsamen Tochter, Antonia Gräfin Amadé von Várkony, mit dem Grafen Franz Taaffe war er dessen Schwiegervater.
1834 schloss er sein Theater und zog sich auf sein Landgut in Ungarn zurück.

## Werke
- Dictio Ad-SS. OO et. Cottus Incliti Nitriensis A. 1790 2. veröffentlicht in Martin congregatos. Jaurini 1790. und Neosolii, 1790.
- Dictio extemporanea, qua Comite Nicol. Forgách Ghymes et de … Gács Cottus Nitrit. Comite salutavit. Jaurini, 1790.
- Sermon ad … Jos Christus. Fengler … Eppum Jauriniensem dict veröffentlicht 7. Juni 1791.
- Ein ungarischer Patriot Rede an seine Begleiter. Wien, 1809.